# Navicordulia atlantica
Navicordulia atlantica là loài chuồn chuồn trong họ Synthemistidae. Loài này được Machado & Costa miêu tả khoa học đầu tiên năm 1995.